# Montcenis
Pour les articles homonymes, voir Mont-Cenis.
Montcenis [mɔ̃səni] est une commune française située dans le département de Saône-et-Loire, en région Bourgogne-Franche-Comté.

## Géographie

### Climat
Pour des articles plus généraux, voir Climat de la Bourgogne-Franche-Comté et Climat de Saône-et-Loire.
En 2010, le climat de la commune est de type climat océanique dégradé des plaines du Centre et du Nord, selon une étude du Centre national de la recherche scientifique s'appuyant sur une série de données couvrant la période 1971-2000. En 2020, Météo-France publie une typologie des climats de la France métropolitaine dans laquelle la commune est exposée à un climat océanique altéré et est dans la région climatique Lorraine, plateau de Langres, Morvan, caractérisée par un hiver rude (1,5 °C), des vents modérés et des brouillards fréquents en automne et hiver.
Pour la période 1971-2000, la température annuelle moyenne est de 10,2 °C, avec une amplitude thermique annuelle de 17,2 °C. Le cumul annuel moyen de précipitations est de 982 mm, avec 12,7 jours de précipitations en janvier et 7,7 jours en juillet. Pour la période 1991-2020, la température moyenne annuelle observée sur la station météorologique de Météo-France la plus proche, « Saint-Symphorien de Marmagne », sur la commune de Saint-Symphorien-de-Marmagne à 7 km à vol d'oiseau, est de 11,1 °C et le cumul annuel moyen de précipitations est de 974,4 mm. 
La température maximale relevée sur cette station est de 42 °C, atteinte le 18 juillet 1964 ; la température minimale est de −22 °C, atteinte le 16 janvier 1985,,.
Les paramètres climatiques de la commune ont été estimés pour le milieu du siècle (2041-2070) selon différents scénarios d'émission de gaz à effet de serre à partir des nouvelles projections climatiques de référence DRIAS-2020. Ils sont consultables sur un site dédié publié par Météo-France en novembre 2022.

## Urbanisme

### Typologie
Au 1er janvier 2024, Montcenis est catégorisée ceinture urbaine, selon la nouvelle grille communale de densité à sept niveaux définie par l'Insee en 2022.
Elle appartient à l'unité urbaine du Creusot, une agglomération intra-départementale regroupant six  communes, dont elle est une commune de la banlieue,,. Par ailleurs la commune fait partie de l'aire d'attraction du Creusot, dont elle est une commune de la couronne,. Cette aire, qui regroupe 22 communes, est catégorisée dans les aires de moins de 50 000 habitants,.

### Occupation des sols
L'occupation des sols de la commune, telle qu'elle ressort de la base de données européenne d’occupation biophysique des sols Corine Land Cover (CLC), est marquée par l'importance des territoires agricoles (69,8 % en 2018), une proportion sensiblement équivalente à celle de 1990 (70,2 %). La répartition détaillée en 2018 est la suivante : prairies (48,9 %), zones agricoles hétérogènes (20,9 %), forêts (14,3 %), zones urbanisées (13,8 %), milieux à végétation arbustive et/ou herbacée (1,8 %), eaux continentales (0,4 %). L'évolution de l’occupation des sols de la commune et de ses infrastructures peut être observée sur les différentes représentations cartographiques du territoire : la carte de Cassini (XVIIIe siècle), la carte d'état-major (1820-1866) et les cartes ou photos aériennes de l'IGN pour la période actuelle (1950 à aujourd'hui).

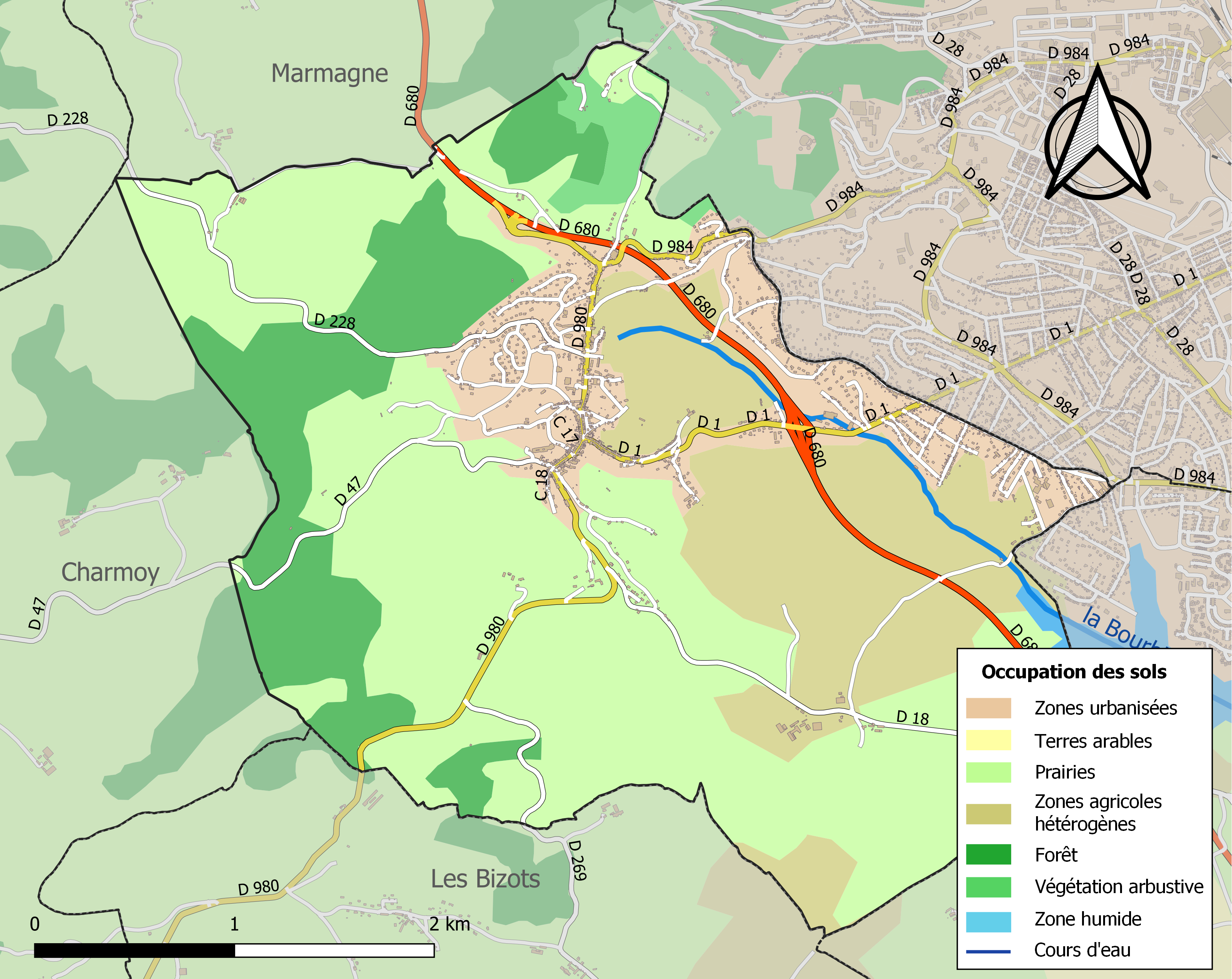
Carte des infrastructures et de l'occupation des sols de la commune en 2018 (CLC).

## Toponymie
Le lieu est transcrit Monticima et Moncima au XIe siècle, Montcenis au XIIe. Ce nom désigne au départ la colline de 470 m d'altitude qui domine le bourg actuel. Après mont il s'agit probablement du latin cinisius, "de couleur cendre".

## Histoire
Depuis les temps celtiques des Éduens puis des Romains, Montcenis, situé sur l’axe Cavillonum (Chalon-sur-Saône) – Bibracte, est un lieu de passage marchand. Au XIVe siècle elle devient une place forte avec forteresse et franchise et connut durant deux siècles des périodes de trouble mais garda une allure fière et aristocratique.
Siège d'un château ducal comptant parmi les places fortes de Charles le Téméraire, Montcenis constitue sous l'Ancien régime un bailliage prospère.
Au début du XVIe siècle, quelques familles de métayers et de mineurs vivaient pauvrement de l’exploitation de la « pierre noire » (charbon de terre ou houille) aux hameaux du Crozot et des Nouillots. On disait que l’on « jardinait » le charbon. Jusqu’au milieu du XVIIIe siècle, grâce à ce charbon il y avait deux modestes forges et l’on y coulait le verre.
En 1768, Gabriel Jars montra l'intérêt du gisement de charbon au lieu-dit de la Charbonnière. François de la Chaise, seigneur de la Baronnie de Montcenis obtient, l'année suivante et pour 50 ans, l’autorisation de l’exploiter ainsi que divers autres gisements de la vallée de la Dheune et de la vallée de la  Bourbince  En 1781, dans la plaine des Riaux, la « Fonderie Royale du Creusot » fut étudiée et construite par François Ignace de Wendel, (maître de forges, déjà propriétaire de la Fonderie d'Indret près de Nantes), William Wilkinson (maître de forges anglais, auteur de brevets sur la fonte au coke) et Pierre Toufaire (architecte). Achevée fin 1785, elle fut la première grande usine métallurgique d'Europe continentale avec des hauts-fourneaux produisant 5 000 tonnes de fonte au coke par an et une forerie fabriquant 4 500 canons par an.
En 1786, la famille royale décida de déménager dans de nouveaux bâtiments, le Château de la Verrerie, la « Manufacture des Cristaux et émaux de la Reine » jusqu'alors située à St Cloud près de Sévres. Un acte royal du 10 novembre 1786 engloba l’ensemble : Cristallerie de la Reine, Fonderies d’Indret et du Creusot et les mines de la région. Cette société fut dirigée par François Ignace de Wendel jusqu’à son émigration en Thuringe (Allemagne) en 1793.
Montcenis semble ne pas avoir été un farouche défenseur de la Révolution de 1789, aussi Le Creuzot groupant divers villages et lieudits industriels de la plaine, fut-il érigé en commune en 1793. Depuis Montcenis (la Montagne) est resté un village à la périphérie de la ville du Creusot.

## Démographie
L'évolution du nombre d'habitants est connue à travers les recensements de la population effectués dans la commune depuis 1793. Pour les communes de moins de 10 000 habitants, une enquête de recensement portant sur toute la population est réalisée tous les cinq ans, les populations de référence des années intermédiaires étant quant à elles estimées par interpolation ou extrapolation. Pour la commune, le premier recensement exhaustif entrant dans le cadre du nouveau dispositif a été réalisé en 2004.

En 2022, la commune comptait 1 864 habitants, en évolution de −14,5 % par rapport à 2016 (Saône-et-Loire : −1,06 %, France hors Mayotte : +2,11 %).
| 1793  | 1800  | 1806  | 1821  | 1831  | 1836  | 1841  | 1846  | 1851  |
| ----- | ----- | ----- | ----- | ----- | ----- | ----- | ----- | ----- |
| 1 066 | 1 068 | 1 091 | 1 219 | 1 238 | 1 404 | 1 508 | 1 494 | 1 664 |

| 1856  | 1861  | 1866  | 1872  | 1876  | 1881  | 1886  | 1891  | 1896  |
| ----- | ----- | ----- | ----- | ----- | ----- | ----- | ----- | ----- |
| 1 824 | 1 859 | 1 900 | 1 882 | 1 921 | 1 918 | 1 995 | 2 036 | 2 192 |

| 1901  | 1906  | 1911  | 1921  | 1926  | 1931  | 1936  | 1946  | 1954  |
| ----- | ----- | ----- | ----- | ----- | ----- | ----- | ----- | ----- |
| 2 066 | 2 288 | 2 491 | 2 484 | 2 170 | 1 965 | 1 941 | 2 038 | 2 131 |

| 1962  | 1968  | 1975  | 1982  | 1990  | 1999  | 2004  | 2006  | 2009  |
| ----- | ----- | ----- | ----- | ----- | ----- | ----- | ----- | ----- |
| 2 195 | 2 201 | 2 376 | 2 361 | 2 339 | 2 352 | 2 221 | 2 176 | 2 212 |

| 2014  | 2019  | 2022  | - | - | - | - | - | - |
| ----- | ----- | ----- | - | - | - | - | - | - |
| 2 188 | 1 924 | 1 864 | - | - | - | - | - | - |

## Culture locale et patrimoine

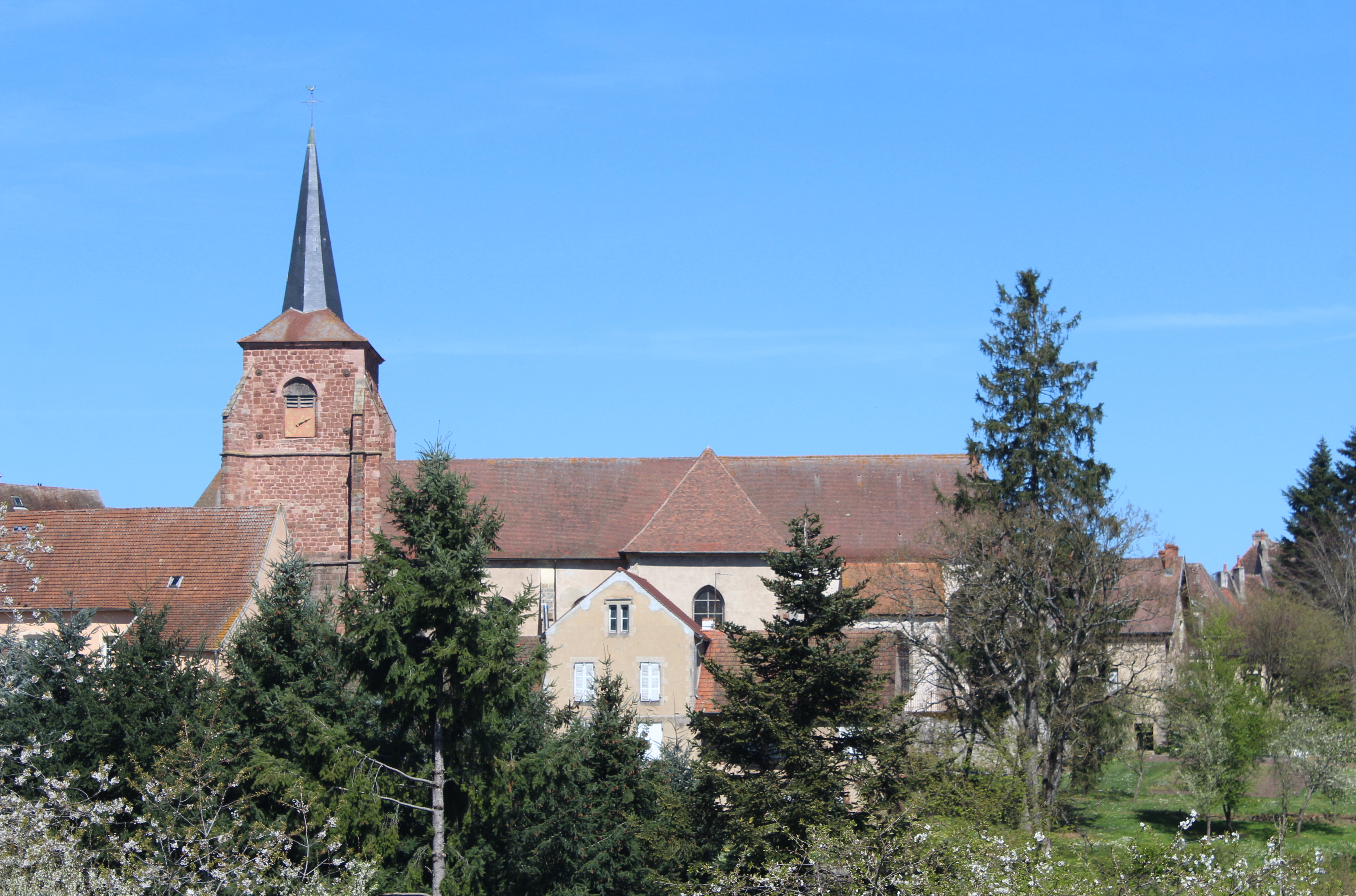
L'église Notre-Dame de l'Assomption, reconnaissable à son clocher-porche coiffé d'une flèche recouverte d'ardoises.

### Lieux et monuments

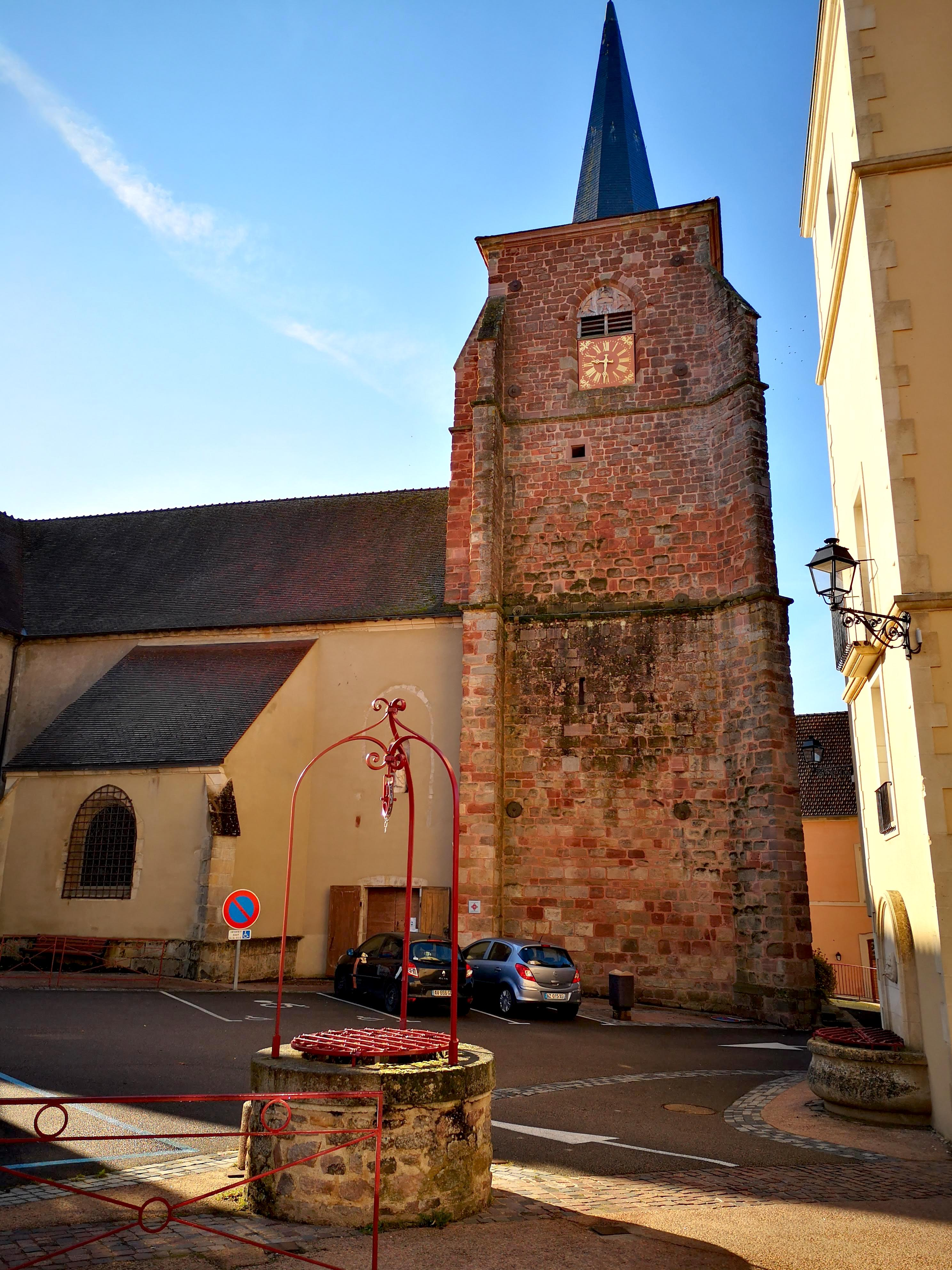
L'église de l'Assomption de Montcenis, le 14 mars 2022.

- L'église de l'Assomption de Montcenis, le 14 mars 2022.Le site du Vieux-Château est le point culminant du village et des environs. On y trouve une table d'orientation ainsi qu'une antenne de radiocommunications. Le château fut détruit pendant la Révolution française. Il n'en reste plus rien sauf quelques morceaux de remparts.
- L'église de l'Assomption de Montcenis. L'église actuelle a été rebâtie en 1680 à l'emplacement d'une église ancienne (la pierre utilisée pour la construction est le grès brun et rouge du pays)[24]. Elle a été inscrite MH en 2003[25]. Elle possède entre autres des stalles en bois de style Louis XV et un magnifique retable du XVIIe siècle sur le maître autel baroque. Son clocher, qui s'est écroulé en 1699, fut reconstruit dès 1703, et il présente, de nos jours, une particularité remarquable, au sein du diocèse d'Autun : celle d'être l'un des clochers les mieux pourvus en cloches, avec cinq cloches (quatre logées dans le beffroi, fondues en 1738, 1813, 1859 et 1996, la cinquième située au-dessus de la croisée du transept, coulée en 1999)[26].

## Personnalités liées à la commune
- François de la Chaise (1727-1794), magistrat et maitre de forges.
- Jacques François de La Chaise (1743-1823), général des armées de la République.
- Louis-Marie Michon (1802-1866), président de la Société de chirurgie (actuelle Académie de chirurgie), enterré dans le cimetière.

## Héraldique
|  | Les armes de la commune se blasonnent ainsi : Écartelé : au 1) et au 4) d'azur aux trois têtes de vieillard d'argent, au 2) et au 3) de sable aux trois urnes d'or ; sur le tout d'azur à la vierge d'or sur un mont d'argent, au chef cousu de gueules chargé de trois fleurs de lys aussi d'or. |

## Pour approfondir